# Synode de Saint-Félix
Le synode de Saint-Félix est un synode ou concile des Cathares dont la véridicité est mise en question par la recherche contemporaine. Il est connu par l'édition d'une « Charte de Niquinta » ou « Charte de Nicétas » dans un ouvrage de l'érudit occitan du XVIIe siècle, Guillaume Besse. Ce dernier la présente comme une copie, réalisée en 1222, 1232 ou 1233, de l'acte original du synode qui se serait tenu en 1167 à Saint-Félix-de-Caraman mais aucune source avant lui ne fait allusion à ce concile qui rend douteuse l’historicité de cet événement.   
Au début du XXIe siècle, la question de l'authenticité du document demeure un enjeu au sein de la recherche sur le catharisme.

## Déroulement
Ce concile se serait tenu en 1167 à Saint-Félix-de-Caraman (aujourd'hui Saint-Félix-Lauragais) sous la présidence d'un « pape » des hérétiques dénommé Niquinta ou Nicétas, supposé évêque bogomile de Constantinople.
Six personnalités cathares y participent :
1. Robert d'Épernon, « évêque des Français » ;
2. Sicard Cellerier, « évêque d'Albi » ;
3. Marc, de Lombardie ;
4. Bernard Raimond, de Toulouse ;
5. Guiraud Mercier, de Carcassonne ;
6. Raimond de Casalis, d'Agen.

Les quatre derniers sont les représentants des églises respectives et sont « consolés » par Nicetas « afin qu'il soi[en]t l'évêque de l'église ». Il est procédé également aux délimitations des nouveaux évêchés de Toulouse et Carcassonne.

## Historiographie
Les actes du synode sont connus grâce à un document aujourd'hui perdu — s'il a jamais existé — vu et publié par Guillaume Besse en 1660 sous le titre « Charte de Niquinta antipape des hérétiques albigeois ». Ce document est présenté par Besse comme une copie de l'acte original, réputée réalisée en 1222, 1232 ou 1233 par Paulhan ou Poullain, évêque cathare de Carcassonne.
L'existence d'un tel synode est mise en question par la recherche contemporaine : le seul document en attestant est connu par son édition dans un ouvrage de l'érudit occitan Guillaume Besse qui, au XVIIe siècle, le présente comme une copie de l'acte original du synode qui se serait tenu en 1167 au castrum de Saint-Félix-de-Caraman. Si les actes du concile mentionnent une « grande multitude » de participants, ce document constitue un hapax : en effet, aucune source médiévale ne s'en fait l'écho, même parmi les chroniqueurs réputés de l'époque comme Geoffroy d’Auxerre, Roger de Hoveden ou Benoît de Peterborough qui pourtant évoquent largement l'hérésie des bons hommes en citant abondamment les documents qui la concernent. 
À la suite du renouveau de la recherche sur l'hérésie entamé dans les années 1990 et à l'étude approfondie de la procédure inquisitoriale et de ses sources, une importante partie des chercheurs et spécialistes médiévistes considèrent désormais qu'il s'agit vraisemblablement d'une forgerie soit médiévale, soit réformée, soit contemporaine de Guillaume Besse qui paraît avoir soit profondément remanié un matériau antérieur, sinon — mais c'est moins probable — l'avoir lui-même forgé.  
Néanmoins, au début du XXIe siècle, la question de l'authenticité de document demeure un enjeu au sein la recherche sur le catharisme et les chercheurs sont partagés entre cinq hypothèses dont aucune ne remporte pleinement l'adhésion : premièrement, celle du faux moderne, contemporain de Besse ; deuxièmement, celle d'un faux ou excitatorium polémique médiéval ; troisièmement, celle d’un faux daté du XIIIe siècle issu de l’église dissidente du Carcassès, rédigé au XIIIe siècle à l'imitation des récits sur les origines des églises dissidentes d'Italie ; ensuite, l'hypothèse traditionnelle de l’historicité des faits rapportés par la Charte ; enfin celle d’une légende fondatrice dissidente datant des années 1220 qui a l'intérêt d'accorder l'image de la dissidence dans les années 1160-1180 avec le contenu du document.  
L'ensemble de la recherche contemporaine s'accorde, par contre, sur le fait que les sources relaient du « catharisme » essentiellement « des constructions mentales élaborées et diffusées par l'appareil inquisitorial dans sa démarche visant à éradiquer l'hérésie ». 
Ce document comprend par ailleurs la seule mention de liens avec les bogomiles et constitue la base d'hypothétiques origines exogènes de la dissidence des « bons hommes », également largement remise en question par la recherche contemporaine car il n'existe aucune preuve solide de la diffusion d'un dualisme par des prédicateurs bulgares en Occident. 
Faute d'autres sources, personne ne peut confirmer l'authenticité des pièces et donc du concile. Les tenants de l'historicité d'un « catharisme occitan  » défendent néanmoins l'approche selon laquelle celui-ci se serait structuré dès cette époque à Saint-Félix ou ailleurs[source insuffisante].

### Sources anciennes
- Guillaume Besse, Histoire des ducs, marquis et comtes de Narbonne (Paris, 1660) p. 483-486 : texte Latin
- David Zbíral, « Édition critique de la Charte de Niquinta selon les trois versions connues », dans Anne Brenon (éd.), 1209-2009, cathares : une histoire à pacifier ? actes du colloque international tenu à Mazamet les 15, 16 et 17 mai 2009 sous la présidence de Jean-Claude Hélas, Loubatières, 2010 (ISBN 978-2862666297, lire en ligne), p. 45-52
- Jean Duvernoy, Le catharisme : l'histoire des cathares, Privat, 1979, p. 215-219 : traduction.

### Recherche contemporaine
- (en) Antonio Sennis (dir.), Cathars in Question, Woodbridge, Boydell & Brewer, 2016 (ISBN 978-1-903153-68-0, lire en ligne)
- Jacques Dalarun, « a Charte de Niquinta : débats heuristiques, enjeux herméneutiques », Aevum, Milan, Vita e Pensiero, vol. 86, no 2,‎ 2012, p. 535-548 (lire en ligne)
- David Zbíral, « La charte de Niquinta et le rassemblement de Saint-Félix, état de la question », dans Anne Brenon (éd.), 1209-2009, cathares : une histoire à pacifier ? actes du colloque international tenu à Mazamet les 15, 16 et 17 mai 2009 sous la présidence de Jean-Claude Hélas, Loubatières, 2010 (ISBN 978-2862666297, lire en ligne), p. 31-44
- David Zbíral , « La Charte de Niquinta et les récits sur les commencements des églises cathares en Italie et dans le Midi », Heresis, 44-45, Carcassonne, Centre d’études cathares, 2006, p. 135-162
- Monique Zerner, « Mise au point sur Les cathares devant l'histoire et retour sur L'histoire du catharisme en discussion : le débat sur la charte de Niquinta n'est pas clos », Journal des savants, vol. 2, no 1,‎ 2006, p. 253–273 (ISSN 0021-8103, DOI 10.3406/jds.2006.1702, lire en ligne, consulté le 29 juillet 2018)
- Monique Zerner (dir.), L’Histoire du catharisme en discussion. Le « concile » de Saint-Félix (1167), Nice, Centre d’études médiévales, 2001
- Théophanis Drakopoulos, L'unité du Bogomilo-Catharisme d'après quatre textes latins analysés à la lumière des sources byzantines, Thèse de doctorat, Université de Genève, 2010 (https://archive-ouverte.unige.ch/unige:12233).
- Michel Roquebert, Histoire des Cathares, Paris, Perrin, 1999